# Тапіранга жовтогуза
Тапіра́нга жовтогуза (Ramphocelus icteronotus) — вид горобцеподібних птахів родини саякових (Thraupidae). Мешкає в Центральній і Південній Америці. Раніше вважався конспецифічним з вонистогузою тапірангою.

## Опис

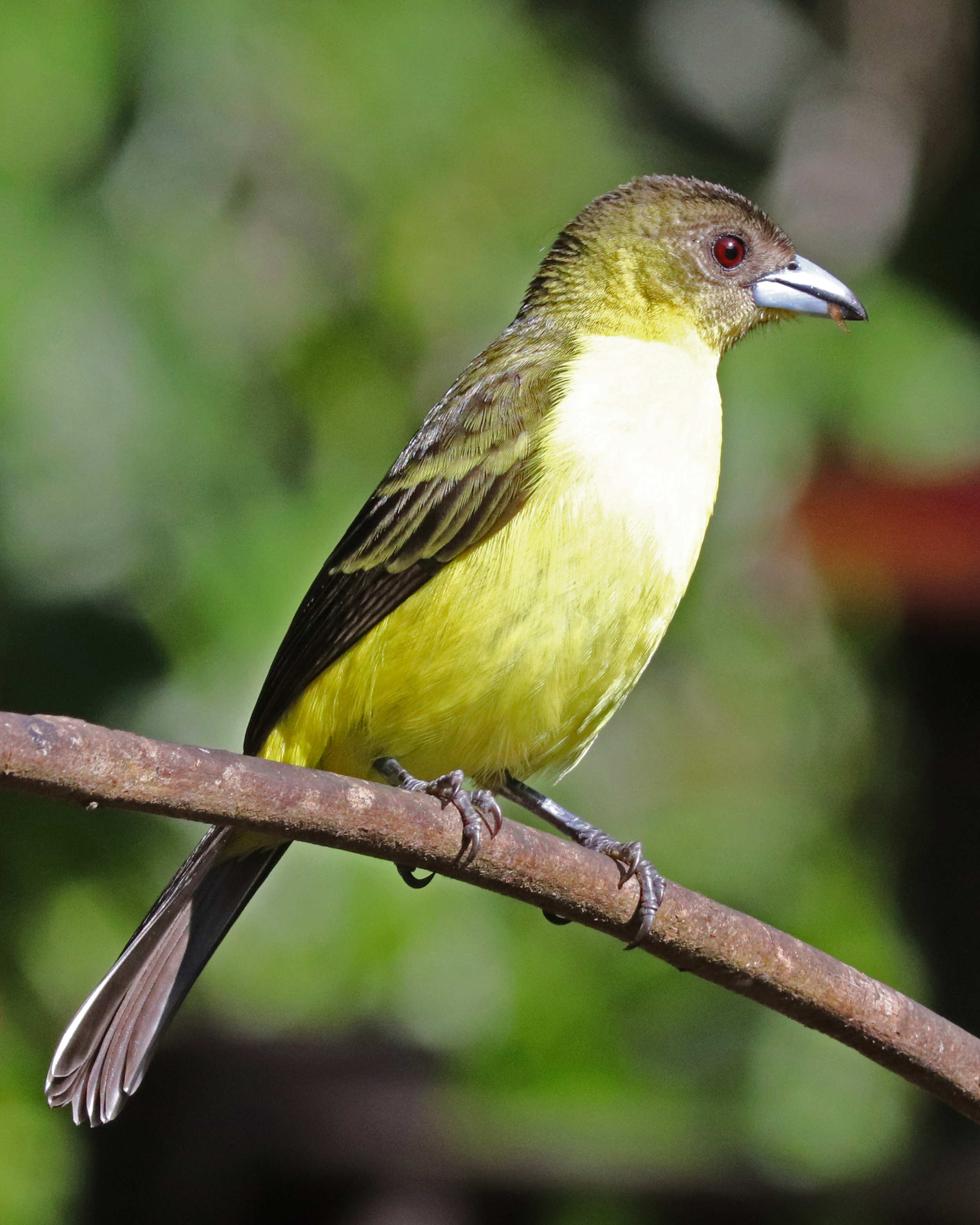
Самиця жовтогузої тапіранги

Довжина птаха становить 18-19 см. Виду притаманний статевий диморфізм. Самці мають переважно чорне забарвлення. Пера на голові оксамитово-чорне, дуже короте, густе. На спині і надхвісті яскрава лимонно-жовта пляма. Очі червоні або темно-червоні, дзьоб світло-сизий з чорним кінчиком, лапи темно-сірувато-рогові. 
У самиць верхня частина тіла сірувато-коричнева, іноді з оливковим відтінком. Голова з боків тьмяно-коричнювато-сіра. Надхвістя блідо-жовте. Горло тьмяно-білувате, нижня частина тіла блідо-жовта. Забарвлення молодих птахів є подібне до забарвлення самиць. Молоді самці поступово покриваються чорними плямами, особливо на голові і грудях, набуваючи дорослого забарвлення.

## Поширення і екологія
Жовтогузі тапіранги поширені від низовин північно-західної Панами (Нґобе-Буґле) до західної і центральної Колумбії, західного Еквадору і північно-західного Перу (Тумбес). Вони живуть на узліссях вологих тропічних лісів, на порослих чагарниками галявинах, у вторинних заростях, на плантаціях і в садах. Зустрічаються невеликими зграйками, на висоті до 800 м над рівнем моря. Живляться плодами і комахами. Гніздяться в чагарниках. В кладці 2 блакитних яйця.